# Mollisia
Mollisia (Fr.) P. Karst. – rodzaj grzybów z rodziny Mollisiaceae.

## Charakterystyka
Grzyby o niewielkich owocnikach (średnica 0,2 – 4 mm, rzadko do 7 mm) i miękkim miąższu. Komórki ekscypulum zewnętrznego są brązowe, rzadko bezbarwne i zwykle okrągłe, rzadko pryzmatyczne. We parafizach obecne są wakuole załamujące światło. Gatunków rodzaju Mollisia nie da się rozróżnić tylko na podstawie cech makroskopowych i konieczna jest analiza cech mikroskopowych oraz wyników reakcji z odczynnikami. Większość gatunków ma bardzo zmienny kolor w zależności od wieku i poziomu wilgotności. Nierzadko zdarza się, że ten sam gatunek często ma owocniki w czterech różnych kolorach. Oprócz wyglądu makroskopowego, podłoża, wielkości i kształtu poszczególnych elementów mikroskopowych (zarodniki, worki, parafizy, komórki ekscypulum i komórki końcowe lub włosy), w oznaczaniu gatunków znaczenie ma reakcja z płynem Lugola (pod jego wpływem mogą się wybarwiać na niebiesko, czerwono lub nie zmieniać barwy), reakcja z KOH oraz wielkość i ilość kropelek oleju (gutul) w żywych zarodnikach.
Są to grzyby saprotroficzne żyjące na martwym drewnie lub innym podłożu roślinnym.

## Systematyka i nazewnictwo
Pozycja w klasyfikacji według Index Fungorum: Mollisiaceae, Helotiales, Leotiomycetidae, Leotiomycetes, Pezizomycotina, Ascomycota, Fungi.
Takson utworzyli Elias Fries i Petter Adolf Karsten w 1871 r. Synonimy nazwy naukowej:
- Aleuriella (P. Karst.) P. Karst.
- Crustula Velen.
- Haglundia Nannf.
- Mollisiella Boud.
- Peziza sect. Aleuriella P. Karst.
- Peziza trib. Mollisia Fr.
- Syntexis Theiss.

Gatunki występujące w Polsce:
- Mollisia alcalireagens Svrček 1986[4]
- Mollisia amenticola (Sacc.) Rehm 189[4]
- Mollisia asteroma (Fuckel) Baral 2008
- Mollisia atrata Bres. 1972[4][5]
- Mollisia caespiticia (P. Karst.) P. Karst. 1871
- Mollisia chionea Massee & Crossl. 1896
- Mollisia cinerea (Batsch) P. Karst. 1871
- Mollisia clavata Gremmen 1954
- Mollisia coerulans Quél. 1881[4]
- Mollisia crumenuloides Rehm 1891[5]
- Mollisia discolor (Mont. & Fr.) W. Phillips 1887
- Mollisia erigeronata (Cooke) Sacc. 1889[5]
- Mollisia escharodes (Berk. & Broome) Gremmen 1954
- Mollisia euphrasiae (Fuckel) Sacc. 1889
- Mollisia hydrophila (P. Karst.) Sacc. 1889
- Mollisia juncina (Pers.) Rehm 1887
- Mollisia ligni (Desm.) P. Karst. 1871
- Mollisia luctuosa Boud. 1907[4]
- Mollisia mediella (P. Karst.) Baral 2008[4]
- Mollisia melaleuca (Fr.) Brunaud 1886
- Mollisia olivaceocinerea Svrček 1989[4]
- Mollisia palustris (P. Karst.) P. Karst. 1871
- Mollisia poaeoides Rehm 1891[4]
- Mollisia polygoni (Lasch ex Rehm) Gillet 1882
- Mollisia rabenhorstii (Auersw.) Rehm 1891
- Mollisia ramealis (P. Karst.) P. Karst. 1871
- Mollisia rosae (Pers.) P. Karst. 1871
- Mollisia strobilicola (Rehm) Kutorga 2020
- Mollisia sudetica J. Schröt. 1893[5]
- Mollisia teucrii (Fuckel) W. Phillips 1887
- Mollisia uda (Pers.) Gillet 1882
- Mollisia ventosa (P. Karst.) P. Karst. 1871

Nazwy naukowe według Index Fungorum. Wykaz gatunków według M.A. Chmiel (bez przypisów) i innych (z przypisem).